# Красуля, Георгий Андреевич
Георгий Андреевич Красуля (укр. Георгій Андрійович Красуля; 9 мая 1929, Большой Токмак (ныне Токмак Запорожской области Украины) — 18 августа 1996, Киев) — украинский и советский оперный певец (бас). Заслуженный артист УССР (1974).
Лауреат международных конкурсов вокалистов в Москве (1957) и Вене (1959).

## Биография
После окончания механического техникума, поступил в Одесский институт инженеров морского флота, где у него обнаружился талант к пению, после чего Г. Красуля был приглашён на учёбу в консерваторию. В 1958 году окончил Одесскую консерваторию по классу Ф. Дубиненко. В 1955—1958 годах — солист Одесского, в 1958—1994 годах — Киевского им. Т. Шевченко театров оперы и балета.
Осуществил ряд записей для фонда Украинского радио и на грампластинки.

## Избранные оперные партии
- Карась («Запорожец за Дунаем» С. Гулака-Артемовского),
- Кирдяга, Воевода («Тарас Бульба» Н. Лысенко),
- Тур, Гавриил («Богдан Хмельницкий» Данькевич, Константин Фёдорович|К. Данькевича),
- Кончак («Князь Игорь» А. П. Бородина),
- Священник («Катерина Измайлова» Д. Шостаковича),
- Сен-Бри («Гугеноты» Дж. Мейербера),
- Мефистофель («Фауст» Ш. Гуно),
- Раймонд («Лючия ди Ламмермур» Г. Доницетти),
- Коллен («Богема» Дж. Пуччини),
- Спарафучильо («Риголетто» Дж. Верди).
- «Милана» Г. Майбороды